# Hačava
Hačava es un municipio del distrito de Košice-okolie en la región de Košice, Eslovaquia, con una población estimada a final del año 2024 de 184 habitantes.
Se encuentra ubicado en el centro de la región, en la cuenca hidrográfica del río Sajó (afluente derecho del Tisza) y cerca de la frontera con la región de Prešov y con Hungría.

## Demografía
| Año        | 1994 | 2004    | 2014    | 2024     |
| ---------- | ---- | ------- | ------- | -------- |
| Población  | 216  | 229     | 228     | 184      |
| Diferencia |      | +6,01 % | −0,43 % | −19,29 % |

| Año        | 2023 | 2024    |
| ---------- | ---- | ------- |
| Población  | 187  | 184     |
| Diferencia |      | −1,60 % |